# Giancarlo Dughetti
Giancarlo Dughetti (Firenze, 10 marzo 1931 – Vignola, 16 gennaio 1986) è stato un pittore italiano.

## Biografia
Fratello maggiore dell'incisore Roberto Dughetti, fu allievo di Pietro Annigoni.
Nel 1954 esordì con la sua prima personale di miniaturista nei locali del Lyceum di Firenze. Nel 1962 si sposa con Anna Romagnoli. Da quegli anni cominciò a realizzare ritratti in miniatura e a pastello di note personalità italiane e straniere. Tenne mostre a New York, a Londra, in Nuova Zelanda e in Australia. In Italia espose a Firenze, Milano, Roma, Pisa, Verona, Mestre e Montecatini Terme. 
Fra il 1979 ed il 1980, su commissione della Camerata dei Poeti di Firenze, presieduta da Adolfo Oxilia, eseguì in Vaticano gli studi per un Ritratto di Papa Wojtyla realizzato l'anno successivo in una miniatura su avorio conservata nelle Collezioni Pontificie presso i Palazzi Vaticani.
Un suo Autoritratto giovanile (1954) è conservato dagli Uffizi.

## Opere principali
Opere di Dughetti sono conservate in alcuni musei italiani ed esteri:
- Autoritratto giovanile, 1954, Firenze, Galleria degli Uffizi;
- La bella addormentata, 1954; Il quo vadis domine, 1954, Ginevra, Museo del Petit Palais;
- I ritratti del notaio Alfredo Cesarini e consorte, 1955, Fossombrone, Pinacoteca civica;
- Ritratto di Maria Ricciarda Annigoni, 1957, Montecatini Terme, Accademia d'arte;
- Il ritratto dello Scià di Persia; Mohammad Reza Pahlavi e consorte, 1965, Teheran, Museo d'arte contemporanea;
- Ritratto della Sig.ra Elda Grimaldi, 1969, Firenze, Galleria degli Uffizi;
- Il fattore toscano, 1969, Firenze, Galleria d'arte moderna;
- Donna con ventaglio, 1971, Modena, Collezione della Banca popolare dell'Emilia Romagna
- Bianca, 1972, Salsomaggiore,  Pinacoteca dell'Accademia di Italia;
- San Giovanni Battista, 1973, Firenze,  Società di S. Giovanni Battista;
- Fulvia, 1974, Sessa Aurunca, Museo di arte moderna;
- Ritratto di Papa Wojtyla, 1981, Città del Vaticano, collezione pontificia.